# Philippe de Vitry

Philippe de Vitry (Vitry-en-Artois, 31. listopada 1291. – Meaux, 9. lipnja 1361.) je bio francuski skladatelj, glazbeni teoretičar, pjesnik i biskup. Pretpostavlja se da je bio sin kraljevskoga notara te je tako od početka bio povezan s francuskim dvorom. Nekoliko je puta bio na političkim, diplomatskim i upravnim funkcijama, a služio je nekolicini francuskih kraljeva. Godine 1351. postavljen je za biskupa Meauxa, a to će mjesto zadržati do smrti. Bio je vodeća intelektualna ličnost svojega doba, o čem svjedoče i dva Petrarkina pisma u kojima ga je nazvao »jedinim istinskim pjesnikom među Francuzima«. Vitryjevo stvaralaštvo djelovalo je revolucionarno na tijek povijesti glazbe te je otvorilo put novom razdoblju, nazvanom ars nova. Njegova istoimena rasprava (Nova umjetnost – Ars nova, oko 1322.), u kojoj tumači teoriju tadašnje menzuralne notacije, sačuvana je u više različitih verzija. Vitryjeva je glazba bila posve nepoznata sve do 1921., kada je u Ivrei u Italiji pronađen kodeks sa sedam njegovih moteta. Od njegovih balada i rondeaua ništa nije sačuvano.